# DISH (Texas)
DISH è una città della contea di Denton, Texas, Stati Uniti. La città aveva una popolazione di 201 abitanti al censimento del 2010. Questa comunità, fondata nel giugno 2000, era originariamente chiamata Clark. Nel novembre 2005, la comunità accettò un'offerta per rinominare sé stessa "DISH" (tutte lettere maiuscole) come parte di un accordo commerciale con una società di televisione satellitare.

## Geografia fisica
Secondo lo United States Census Bureau, ha un'area totale di 1,62 mi² (4,20 km²).

## Storia
L'insediamento originariamente era intitolato al suo fondatore, Landis Clark, che incorporò la città nel giugno 2000 e ne fu il primo sindaco. In cambio della ridenominazione della città in DISH, tutti i residenti hanno ricevuto un servizio televisivo di base gratuito per dieci anni e un videoregistratore digitale gratuito dalla Dish Network. Non ci fu alcuna opposizione formale a ritornare al nome Clark; dodici cittadini parteciparono alla riunione del consiglio per sostenere la misura.

## Società

### Evoluzione demografica
Secondo il censimento del 2010, la popolazione era di 201 abitanti.

### Etnie e minoranze straniere
Secondo il censimento del 2010, la composizione etnica della città era formata dal 94,5% di bianchi, l'1,0% di afroamericani, lo 0,0% di nativi americani, lo 0,5% di asiatici, lo 0,0% di oceanici, il 2,0% di altre razze, e il 2,0% di due o più etnie. Ispanici o latinos di qualunque razza erano il 3,5% della popolazione.